# Шиверский сельсовет
Шиверский сельсовет — сельское поселение в Богучанском районе Красноярского края.
Административный центр — посёлок Шиверский.
Выделен в 1991 году из Красногорьевского сельсовета.

## Население
| 2010 | 2012  | 2013  | 2014  | 2015  | 2016  | 2017  |
| ---- | ----- | ----- | ----- | ----- | ----- | ----- |
| 1110 | ↘1069 | ↘1034 | ↘1013 | ↘1007 | ↗1009 | ↘1002 |

## Состав сельского поселения
| № | Населённый пункт | Тип населённого пункта          | Население |
| - | ---------------- | ------------------------------- | --------- |
| 1 | Шиверский        | посёлок, административный центр | ↘1002     |

## Местное самоуправление
Шиверский сельский Совет депутатов
Дата избрания: 27.09.2019. Срок полномочий: 4 года
Глава муниципального образования
- Плохой Дмитрий Петрович